# Walter Casagrande
Casagrande, właśc. Wálter Casagrande Júnior (ur. 15 kwietnia 1963 w São Paulo) – brazylijski piłkarz, napastnik. Grał na Mistrzostwach Świata w Piłce Nożnej 1986. Występował w takich klubach jak: Corinthians Paulista, Caldense, Corinthians Paulista, São Paulo, Corinthians Paulista, FC Porto (Puchar Europy w 1987), Ascoli Calcio, Torino Calcio (Puchar Włoch w 1993), CR Flamengo, Corinthians Paulista, Paulista F.C.